# Norman Wooland
Norman Wooland est un acteur britannique, né le 16 mars 1910 à Düsseldorf (Allemagne), mort le 3 avril 1989 à Staplehurst (Kent, Angleterre).

## Biographie
Né en Allemagne de parents britanniques, Norman Wooland se forme à l'art dramatique en Angleterre dans les années 1930 et joue dès lors au théâtre, notamment à Londres et Stratford-upon-Avon (notamment le répertoire de William Shakespeare).
Très actif sur les planches durant sa carrière, il contribue au cinéma à seulement une trentaine de films (britanniques et américains, plus des coproductions), entre 1937 et 1966, avant une ultime prestation en 1978.
En particulier, il participe à trois adaptations de pièces de Shakespeare pour le grand écran, Hamlet (1948) et Richard III (1955), tous deux réalisés par (et avec) Laurence Olivier — par ailleurs l'un de ses partenaires au théâtre —, ainsi que Roméo et Juliette de Renato Castellani (1954, avec Laurence Harvey).
Parmi ses autres films notables, citons Madeleine de David Lean (1950, avec Ann Todd), Quo vadis de Mervyn LeRoy (1951, avec Robert Taylor et Deborah Kerr), Ivanhoé de Richard Thorpe (1952, avec Robert et Elizabeth Taylor), ou encore Barabbas de Richard Fleischer (1961, avec Anthony Quinn dans le rôle-titre).
À la télévision, après une pièce téléfilmée en 1938, il collabore à treize séries, entre 1952 et 1985.

## Théâtre (sélection)
- 1934 : Henry V de William Shakespeare (à Stratford-upon-Avon)
- 1935 : Le Songe d'une nuit d'été (A Midsummer Night's Dream) de William Shakespeare (à Stratford-upon-Avon)
- 1936 : Hamlet de William Shakespeare, avec Trevor Howard, Donald Wolfit (à Stratford-upon-Avon)
- 1937 : Hamlet de William Shakespeare, avec Donald Wolfit (à Stratford-upon-Avon)
- 1938 : Time and the Conways de John Boynton Priestley, avec Sybil Thorndike, Jessica Tandy (à Broadway, New York)
- 1938 : The Rivals de Richard Brinsley Sheridan, avec John Laurie (à Londres)
- 1938-1939 : Drake de Louis N. Parker, avec John Gielgud, Alastair Sim, Basil Sydney (à Londres)
- 1938-1939 : When we are married de John Boynton Priestley (à Londres)
- 1940-1941 : Cornelius de John Boynton Priestley (à Londres)
- 1950-1951 : La Seconde Mme Tanqueray (The Second Mrs. Tanqueray) d'Arthur Wing Pinero, avec Leslie Banks, Robert Urquhart (à Londres)
- 1951 : Antoine et Cléopâtre (Antony and Cleopatra) de William Shakespeare et César et Cléopâtre (Caesar and Cleopatra) de George Bernard Shaw, avec Laurence Olivier, Vivien Leigh, Peter Cushing, Wilfrid Hyde-White, Niall MacGinnis, Esmond Knight, Robert Helpmann, Lyndon Brook (à Londres)
- 1960 : Route des Indes (A Passage to India), adaptation par Santha Rama Rau du roman éponyme d'Edward Morgan Forster, avec Zia Mohyeddin (à Londres)
- 1969 : Un ennemi du peuple (En Folkefiende / An Enemy of the People) d'Henrik Ibsen (à Guildford)
- 1969 : Hadrian VII de Peter Luke (à Londres)
- 1970-1971 : Le Canard sauvage (Vildanden / The Wild Duck) d'Henrik Ibsen, avec Hayley Mills (à Londres)
- 1971 : Un homme pour l'éternité (A Man for All Seasons) de Robert Bolt (à Guildford)
- 1973 : Flowering Cherry de Robert Bolt (à Guildford)

## Filmographie partielle

### Au cinéma
- 1937 : The Five Pound Man d'Albert Parker
- 1941 : This England de David MacDonald
- 1948 : L'Évadé de Dartmoor (Escape) de Joseph L. Mankiewicz
- 1948 : Hamlet de Laurence Olivier
- 1948 : Look before you love d'Harold Huth
- 1950 : Madeleine de David Lean
- 1950 : L'Ange à la trompette (en) (The Angel with the Trumpet) d'Anthony Bushell
- 1951 : Quo vadis de Mervyn LeRoy (film américain)
- 1952 : L'assassin a de l'humour (The Ringer) de Guy Hamilton
- 1952 : Ivanhoé (Ivanhoe) de Richard Thorpe
- 1954 : Roméo et Juliette (Romeo and Juliet) de Renato Castellani (film italo-britannique)
- 1955 : The Master Plan de Cy Endfield
- 1955 : Richard III de Laurence Olivier
- 1956 : My Teenage Daughter d'Herbert Wilcox
- 1956 : Je plaide non coupable d'Edmond T. Gréville
- 1957 : Le Trottoir (The Flesh is week) de Don Chaffey
- 1957 : Les Criminels de Londres (No Road Back) de Montgomery Tully
- 1959 : La Charge du 7ème lanciers (The Bandit of Zhobe) de John Gilling
- 1959 : Les Seins de glace (The Rough and the Smooth) de Robert Siodmak
- 1961 : Barabbas (Barabba) de Richard Fleischer
- 1961 : Les Canons de Navarone (The Guns of Navarone) de J. Lee Thompson
- 1962 : Accusé, levez-vous (Life for Ruth) de Basil Dearden
- 1964 : La Chute de l'Empire romain (The Fall of the Roman Empire) d'Anthony Mann
- 1966 : Le Prince Donegal (The Fighting Prince of Donegal) de Michael O'Herlihy
- 1966 : Le Rayon de la mort (The Projected Man) de Ian Curteis (en) et John Croydon
- 1978 : Sarah (International Velvet) de Bryan Forbes

### À la télévision
- 1966 : Série Les Rats du désert ou Commando du désert (The Rat Patrol)
  - Saison 1, épisode 14 The Dare-Devil Rescue Raid